# Manoba progonia
Manoba progonia är en fjärilsart som beskrevs av George Francis Hampson 1914. Manoba progonia ingår i släktet Manoba och familjen trågspinnare. Inga underarter finns listade i Catalogue of Life.